# 潘达芒格阿拉姆
潘达芒格阿拉姆（Pandamangalam），是印度泰米尔纳德邦Namakkal县的一个城镇。总人口5949（2001年）。

## 人口
该地2001年总人口5949人，其中男性3002人，女性2947人；0—6岁人口527人，其中男268人，女259人；识字率69.84%，其中男性为77.68%，女性为61.86%。